# Jeff Blynn
Jeff Blynn (* 21. August 1954 in Los Angeles) ist ein US-amerikanischer Schauspieler in italienischen Filmen.
Blynn kam 1975 nach Europa und drehte seine beiden ersten Filme in Deutschland. In Rom erhielt er einen Vertrag für die Fotoromane der Firma „Lancio“; daneben spielte er zwischen 1975 und 1982 in vielen – oft in Neapel spielenden – Kriminalfilmen größere Nebenrollen, in denen er seine athletische, schlanke, gutaussehende Erscheinung (meist mit Oberlippenbart) auf beiden Seiten des Gesetzes einbringen konnte.  Zu Beginn der 1990er Jahre war er nochmals in einigen Filmen zu sehen, darunter dem Hollywood-Film Cliffhanger mit Sylvester Stallone. Danach widmete Blynn sich erneut seinem Restaurant in Rom.

## Filmografie (Auswahl)
- 1976: MitGift
- 1977: Die Killer-Meute (Napoli spara)
- 1979: Der große Kampf des Syndikats (I contrabbandiere di Santa Lucia)
- 1993: Cliffhanger